# Willie Thorne
William Joseph 'Willie' Thorne (Leicester, 4 maart 1954 - Torrevieja, 17 juni 2020) was een Engels snookerspeler en -commentator.
Thorne leerde de sport in de pub van zijn ouders en was een gemiddelde speler. Hij won sporadisch een groot toernooi. 
Na zijn actieve carrière had hij een club en werd hij commentator bij de BBC. Thorne staat onder meer bekend om zijn glimmende kale hoofd. Hij werd ook wel de maximum man genoemd, omdat hij meer maximumbreaks dan wie dan ook in training zou hebben gemaakt (meer dan 200), hoewel het aannemelijk is dat spelers als Stephen Hendry en Ronnie O'Sullivan er minstens evenveel hebben gemaakt.
Hij was gehuwd met een miss Engeland Jill Saxby en eerder met Fiona Walker, de moeder van zijn drie kinderen. Thorne kreeg in 2015 leukemie, hij overleed daaraan in 2020 op 66-jarige leeftijd.